# 潜能
潛能（Potential）也稱為潛力，是指一種尚未發揮的能力，從自然科學到社會科學中許多方面會用到此一詞語，包括物質可能釋放的能量，到人尚未發揮的能力都可以稱為潛能。哲學家亞里斯多德將此概念整合到其「潛存性和實現性」（potentiality and actuality）的理論中。理論上，透過適當的行動，可以將潛能變成事實。在許多語言中都有表達可能性的可能語氣（potential mood），例如芬蘭語、日語、梵語。
在自然科學上，「Potential」通常是指純量位勢，向量位勢，有時候也指位能。純量位勢或向量位勢都是定義在空間中的場，可以以此推導出許多重要的物理性質。